# 高射斗
高射斗（1607年7月8日—？），號青藜，四川夔州府梁山縣人，明朝政治人物。

## 生平
崇禎九年（1636年）丙子科四川鄉試第二十二名舉人，十年（1637年）中式丁丑科會試第一百五十五名，二甲第三十二名進士。大理寺觀政，十一年（1638年）授戶部浙江司主事，管崇文門課稅，十二年（1639年）升戶部雲南司員外郎，管大通橋，十三年（1640年）升戶部福建司郎中，升興化府知府，十七年（1644年）謫松江府同知，弘光元年（1645年）升戶部山東司主事。順治三年（1646年）二月以洪承疇舉薦，起為江南按察司副使，七年（1650年）四月調山東按察司副使、分巡東昌。

## 家族
曾祖高萬中，廩生；祖父高薦，庠生；父高三台，重慶府教授，封中憲大夫。子高宗礪，康熙三年甲辰科進士，盩厔縣知縣；高人龍，康熙二十七年戊辰科進士，吏部員外郎。